# Escola Estadual Santa Catarina
A Escola Estadual Santa Catarina é uma das mais tradicionais escolas de Caxias do Sul, região serrana do Rio Grande do Sul.

## História
Fundada em 1º de Abril de 1968, funcionou nos primeiros meses no prédio onde hoje funciona a Escola São João Batista, no ano seguinte a escola trasferiu-se para o atual prédio (esquina da Matteo Gianella com a Av. Rossetti).
Sua Primeira diretora foi a senhora Iró Nabinger Chiaradia, que trabalhou pesadamente durante anos, transformando esta escola estadual em uma escola exemplar na área educacional.
Hoje em dia a escola cresceu e conta com quase 2.000 alunos e tem diversas atividades extracurriculares. Dentre seus ex-alunos destacam-se politicos, empresários, professores, médicos e músicos caxienses.
A escola recebe destaque também por suas premiações tanto na área educativa quanto esportiva, por sua Banda Marcial e por sua preocupação em oferecer diversos programas extra-classe para seus alunos, entre eles o notório programa Mini-Empresa em parceria com a Organização Junior Achievement, na qual vários alunos se formaram e seguem carreira.
No ano de 2008, a escola comemora 40 anos de atividades e para isso, promoveu festividades, entre elas uma solenidade na Câmara de Vereadores, ocorrida no dia 10 de junho com a presença da Banda Marcial da Escola Santa Catarina, uma festa de aniversario com  bolo de 40 metros e uma festa temática da década de 1960. Promoveu também diversas atividades nas turmas, para situar os alunos dentro do contexto dos 40 anos da escola.

## Projeto de qualidade total
Foi a primeira escola de Caxias do Sul a adotar o programa qualidade total, baseado no programa japones de qualidade adotado após a Segunda Guerra Mundial, que visa a integração dos alunos e da escola e a utilização de praticas que beneficiem assim como escola como a limpeza e a reciclagem.

## Atividades extra classe
- Banda Marcial [6]
- Basquete
- Capoeira
- CTG
- Futebol
- Handebol [7]
- Gincana
- Grêmio estudantil
- Jazz
- Judô
- Mini-empresa
- Olimpíadas Escolares
- Santa Ajuda [8]
- Voleibol
- Xadrez
- Cinema
- Teatro
- Festival de cinema